# Покрышкин, Пётр Петрович
Пётр Петро́вич Покры́шкин (22 июля 1870, Иркутск — 18 февраля 1922, Лукоянов) — русский архитектор, реставратор, преподаватель, протоиерей Русской православной церкви.

## Биография
Родился 22 июля 1870 года в Иркутске в семье врача Петра Семёновича Покрышкина (1838—1920).
В 1880—1888 годы обучался в Иркутском техническом училище, получив первоначально среднее образование.
В августе 1888 года поступил на архитектурное отделение Высшего художественного училища при Императорской Академии художеств.
За время обучения был удостоен двух малых (октябрь 1890 г., февраль 1892 г.) и одной большой (октябрь 1892 г.) серебряных медалей. Осенью 1895 года окончил Высшее художественное училище со званием художника-архитектора и правом на «пенсионерскую поездку» (практику).
Начиная с 1895 года принимал участие в экспедициях, организованных Императорской Археологической комиссией и другими учреждениями. В период с 1895—1896 годы он участвовал в работах специальной историко-архитектурной экспедиции под руководством Н. И. Веселовского, занимавшегося обследованием, архитектурными обмерами и фото фиксацией мечетей и мавзолеев в Средней Азии.
В мае 1897 года отправился в Европу. Путешествуя по Европе он жил в Париже, где знакомился с художественными и архитектурными музеями, затем посетил Нормандию, Рим, Флоренцию и Палермо, где изучал византийскую, романскую и готическую архитектуру.
30 сентября 1900 года в Собрании Императорской академии художеств избран лектором по начертательной геометрии.
29 октября 1901 года избран преподавателем начертательной геометрии в классах Высшего художественного училища сроком на пять лет. Переизбирался в 1908, 1911, 1916 гг.
С декабря 1902 год по 1918 год — член Императорской Археологической комиссии.
20 февраля 1904 года на общем собрании Императорского Русского археологического общества избран его действительным членом.
26 октября 1909 года был удостоен звания Академика архитектуры, а впоследствии в результате преобразований, стал профессором истории архитектуры и строительства.
В ноябре 1917 года становится помощником председателя Коллегии по делам музеев и охраны памятников; принимал участие в создании специального реставрационного отдела и в декабре 1918 года стал его руководителем. Однако, первоначально расширенный реставрационный отдел (до девяти человек), вскоре был упразднён, а его функции были переданы другому отделу.
1 октября 1919 года избран преподавателем Истории архитектуры и строительства Петроградских Государственных Свободных художественно-учебных мастерских.
Осенью 1919 года он отказался от чтения лекций в Академии Художеств, сославшись на болезнь, перестал посещать научные заседания РАИМК, а в июле 1920 года получив отпуск, по состоянию здоровья покинул Петроград, куда больше уже не вернулся.
6 июля 1920 года рукоположён в сан священника. Определён для служения в Лукояновский Тихоновский монастырь.
3 января 1921 года на заседании совета Российской Академии истории материальной культуры (РАИМК), был зачитан письменный отказ П. П. Покрышкина от звания академика архитектуры и членства в этой организации.
Скончался 18 февраля 1922 года в сане протоиерея Тихонова монастыря города Лукоянова, заразившись при посещении и напутствии больных в инфекционных бараках оспой и вскоре сыпным тифом. О его смерти епископ Лукояновский Поликарп (Тихонравов) так сообщил в Нижегородское Епархиальное управление: «Великое горе посетило нас и святую обитель Святителя Тихона. В половине 12-го часа ночи, с пятого на шестое февраля скончался от сыпного тифа наш бесценный отец протоиерей Пётр Петрович Покрышкин, страдал он 21 день…».

## Исследования
- Самарканд: Гур-Эмир (1895 г.), Биби-Ханым (1898 г.)
- Москва: Успенский собор, Спас на Бору
- Болгария. Месемврия. Церковь Св. Иоанна и церковь Пантократора (1900).
- Сербия (1902)
- Супрасльский Благовещенский монастырь
- С.-Петербург: Сампсониевский собор
- С.-Петербургская губерния: Гдов, Доможирка, Ольгин Крест (1902, 1906)[3].
- Церковь Св. Троицы в Доможирке (1907)
- Киев. Церковь Спаса на Берестове.
- Люблинский тюремный костёл[4].
- Новгород
- Новгородская губерния: Ферапонтово.
- Псков: стены и башни Псковской крепости (1915), Спасо-Преображенский собор Мирожского монастыря (1916). Совместно с К. К. Романовым
- Псковская губерния: Великолукская крепость (1914)[5]. Кобылье Городище. Старая Уситва
- Волынская губерния. Овруч. Храм Василия Великого (1907)
- Смоленск. Крепостная стена.
- Черниговская губерния. Остёр. Старогородские развалины. Михайловская божница (1902, 1907)
- Храм Святого Иоанна Предтечи (Керчь) (1909, март)
- Таврическая губерния. Бахчисарай: Ханский дворец (1910, 1911)
- Архангельск. Успенская Боровская церковь. (1912)
- Ярославль (1918 г.)

## Реставрационные работы
- Церковь Спаса на Нередице (1903—1904, 1919—1920)[6].
- Церковь Благовещения в Ферапонтове.
- Церковь Спаса на Берестове в Киеве (1909 г.)
- Церковь Успения (Боровская) в Архангельске. Выпрямление колокольни. 1912 г.
- Борисоглебская Коложская церковь в Гродно (Проект 1914 г.; не осуществлён)

## Печатные труды П. П. Покрышкина
- Мечети Самарканда. 1902 г. // Изд. Имп. Археологической комиссии
- Архитектурный музей. Журнал. 1902 г.
- Начертательная геометрия и теория теней: Лекции, чит. [на 1 курсе] в Высш. худож. уч-ще при Акад. художеств преп. П. П. Покрышкиным. — Санкт-Петербург: Касса учащихся в Акад. художеств, 1903. — 159 с.: черт.
- «Смоленская крепостная стена. Отчёт об осмотре её, произведённом в январе 1903 года, с краткою историческою справкою» // Известия археологической комиссии. Выпуск 12. — СПб., 1903.
- Отчёт о капитальном ремонте Спасо-Нередицкой церкви в 1903 и 1904 годах. — Санкт-Петербург: тип. Глав. упр. уделов, 1906. —[4], 36 с., 27 л. ил. — (Материалы по археологии России, изданные императорской Археологической комиссией; № 30).
- Православная церковная архитектура XII—XVIII стол. в нынешнем Сербском королевстве. — Санкт-Петербург: Акад. художеств, 1906. — [4], 76 с., 112 л. ил.
- Церкви Псковского типа XV—XVI стол. по восточному побережью Чудского озера и на реке Нарове // Известия археологической комиссии. Выпуск 22. — СПб., 1907.
- Древние здания в Ферапонтовом монастыре Новгородской губернии.  Статьи П. П.Покрышкина и К. К.Романова. — С.-Петербург: Типография Главного Управления уделов, 1908. — 51 с.: ил., XXI л. табл.
- Краткие советы для производства точных обмеров в древних зданиях. — СПб., 1910.
- Благовещенская церковь в Супральском монастыре. — Санкт-Петербург: тип. В. Ф. Киршбаума (отделение), 1911. — 17 с., 19 л. ил.
- Иконы Московского придворного собора Спаса на Бору: описал П. П. Покрышкин. — Санкт-Петербург : Типо-лит. «Энергия», 1913. —.[4], 16, [4] с., 14 л. ил. — (Материалы по иконографии, издаваемые Высочайше учреждённым Комитетом попечительства о русской иконописи; [1]).
- Ремонт и выпрямление колокольни при Боровско-Успенской церкви в г. Архангельске // Известия археологической комиссии. Выпуск 48. — СПб., 1913.
- Краткие советы по вопросам ремонта памятников старины и искусства. — Петроград: Типография Петроградск. Градонач., 1915. — 29 с.
- Милеев Дмитрий Васильевич. Некролог // Известия Имп. археологической комиссии. Выпуск. 57. — Петроград, 1915.
- Краткие советы по вопросам ремонта памятников старины и искусства // Известия археологической комиссии. Выпуск 57. — Петроград, 1915.

## Звания. Награды
- Коллежский секретарь со старшинством (1903)
- Титулярный советник (1905)
- Орден Св. Анны III степени (1906)
- Орден Св. Саввы IV степени (1908)
- Большая серебряная медаль Императорского Русского археологического общества.
- Надворный советник (1909)
- Орден Св. Станислава II степени (1911)
- Статский советник со старшинством (08.04.1915)[7]

## Оценка личности
Княгиня М. К. Тенишева:

«Покрышкин, так „ревностно“ отстаивавший древности в Смоленске, был откомандирован однажды в Спасо-Нередицкий храм в Новгород для реставрации и там, не боясь „кощунства“, совершенно его изуродовал…»